# Boston Open 2003
Die Boston Open 2003 im Badminton fanden am MIT in Cambridge statt. Es war die siebente Auflage dieser Turnierserie.

## Sieger und Platzierte
| Disziplin    | Gold                    | Silber                        | Bronze                              |
| ------------ | ----------------------- | ----------------------------- | ----------------------------------- |
| Herreneinzel | Jimmy Pohan             | Tony Gunawan                  | Mike Beres                          |
| Herreneinzel | Jimmy Pohan             | Tony Gunawan                  | Wu Chibing                          |
| Dameneinzel  | Lee Joo Hyun            | Lili Zhou                     | Budiyani Setiawan                   |
| Dameneinzel  | Lee Joo Hyun            | Lili Zhou                     | Cindy Shi                           |
| Herrendoppel | Andy Chong Wu Chibing   | Kyle Hunter Mike Beres        | Alexandre Tremblay Tom Lucas-Piché  |
| Herrendoppel | Andy Chong Wu Chibing   | Kyle Hunter Mike Beres        | Dominque Tourillon Pascal Gagnon    |
| Damendoppel  | Cindy Shi Eti Tantra    | Lee Joo Hyun Cora Tanuwidjaja | Budiyani Setiawan Samantha Jinadasa |
| Damendoppel  | Cindy Shi Eti Tantra    | Lee Joo Hyun Cora Tanuwidjaja | Chantale Bergeron Nancy Desaulniers |
| Mixed        | Tony Gunawan Eti Tantra | Andy Chong Lee Joo Hyun       | Dominque Tourillon Nadine Methot    |
| Mixed        | Tony Gunawan Eti Tantra | Andy Chong Lee Joo Hyun       | Jimmy Pohan Lili Zhou               |